# TP USCA Bangui
Tout Puissant Union Sportive Centrafricaine de Bangui w skrócie TP USCA Bangui – środkowoafrykański klub piłkarski grający niegdyś w środkowoafrykańskiej pierwszej lidze, mający siedzibę w mieście Bangi.

## Sukcesy
- I liga[1]:
  - mistrzostwo (2): 1980, 1992.

- Puchar Republiki Środkowoafrykańskiej[2]:
  - zwycięstwo (1): 2017/2018.

## Występy w afrykańskich pucharach
| Sezon | Rozgrywki                 | Runda   | Kraj             | Klub                 | Dom | Wyjazd | Dwumecz |
| ----- | ------------------------- | ------- | ---------------- | -------------------- | --- | ------ | ------- |
| 1979  | Puchar Zdobywców Pucharów | 1       |                  | Al-Nasr Bengazi      | –   | –      | –       |
| 1981  | Puchar Mistrzów           | 1       | Uganda           | Nile Breweries FC    | –   | 1–2    | 1–2     |
| 1983  | Puchar Zdobywców Pucharów | 1       | Sudan            | Al-Ahli Wad Madani   | 0–0 | 0–2    | 0–2     |
| 1989  | Puchar Zdobywców Pucharów | 1       | Zair             | AS Kalamu            | 3–3 | 0–2    | 3–5     |
| 1993  | Puchar Mistrzów           | wstępna | Gwinea Równikowa | Akonangui FC         | 2–0 | 2–1    | 4–1     |
| 1993  | Puchar Mistrzów           | 1       | Nigeria          | Stationery Stores FC | 2–2 | 1–3    | 3–5     |
| 1998  | Puchar Zdobywców Pucharów | wstępna | Kongo            | Vita Club Mokanda    | –   | –      | –       |
| 2006  | Puchar Konfederacji       | 1       | Kamerun          | Les Astres FC        | 0–2 | 1–3    | 1–5     |

## Stadion
Domowe mecze klub rozgrywa na stadionie o nazwie Barthélemy Boganda Stadium w Bangi, który może pomieścić 20 000 widzów.